# Actroid

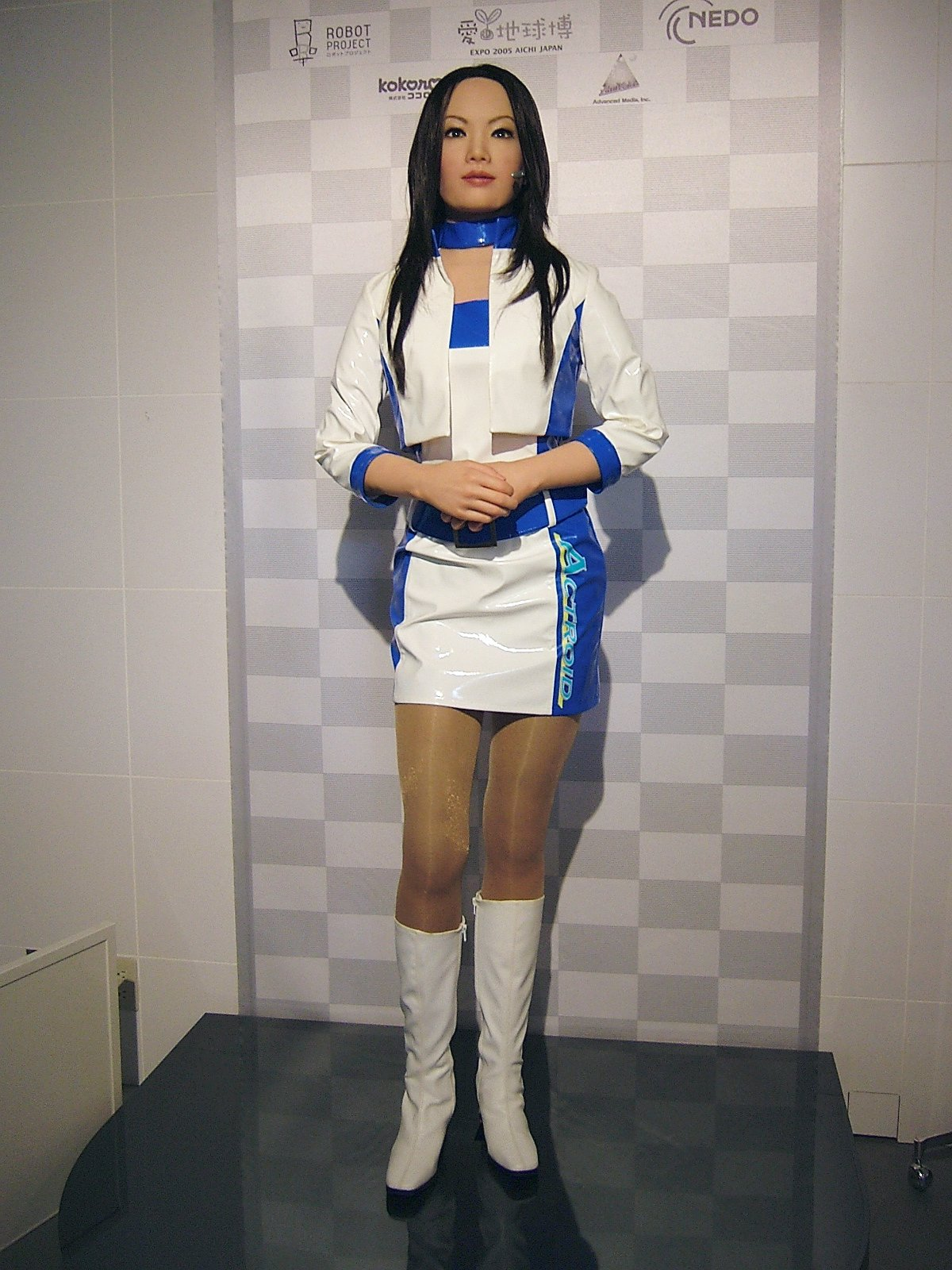
Un Actroid DER 1 all'Expo 2005 ad Aichi

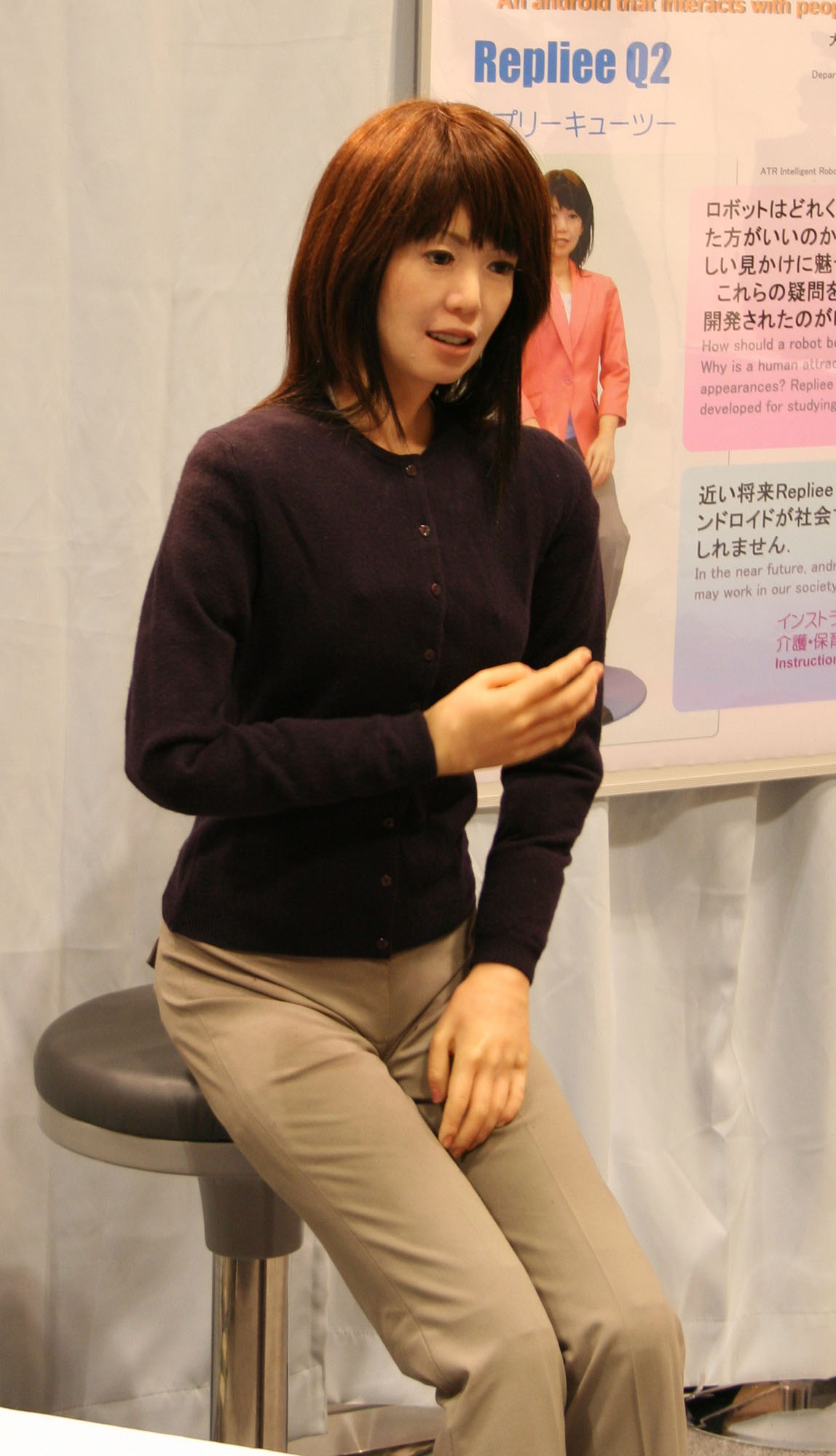
Il modello Repliee Q2

Gli Actroid sono una gamma di androidi con fattezze femminili sviluppati dalla Università di Osaka e prodotti dalla divisione animatroni di Sanrio della Kokoro Company Ltd. Il primo modello fu svelato nel 2003 all'International Robot Exhibition a Tokyo in Giappone. Diverse versioni si sono susseguite nel corso degli anni. Nella maggior parte dei casi il robot è dotato di sembianze femminili essendo modellato sulle fattezze di una giovane donna giapponese.
Gli Actroid possono mimare le funzioni tipiche degli esseri umani come le espressioni facciali, il parlare ed il respirare. I modelli Repliee sono modelli interattivi dotati della capacità di riconoscere il parlato e di rispondere a tono.

## Tecnologia
I sensori interni permettono agli Actroid di reagire e di muoversi con movimenti naturali grazie a degli attuatori ad aria posti nella parte superiore del corpo. I primi modelli avevano 42 punti di articolazione mentre gli ultimi 47. In questo modo i movimenti della parte inferiore del corpo sono limitati.
Il sistema sensoriale del robot combinato con i movimenti prodotti dagli attuatori ad aria lo rendono abbastanza veloce da reagire ad azioni intrusive nei suoi confronti come ad esempio uno schiaffo. L'intelligenza artificiale di cui è dotato lo rende in grado di reagire in modo diverso a seconda del tipo di contatto.
Gli Actroid possono inoltre imitare le movenze umane tramite piccoli spostamenti della testa e degli occhi ed anche imitare la respirazione umana. Il robot può inoltre, imparare e riprodurre i movimenti della persona che gli si pone di fronte.
La pelle è composta da silicone ed appare molto realistica. L'aria compressa che alimenta i servomotori e la parte hardware che fornisce l'intelligenza artificiale è posta all'esterno del corpo dell'androide. Anche per questo motivo gli Actroid non sono dotati di capacità di locomozione e vengono esibiti in posizione seduta oppure in piedi ma saldamente ancorati ad un supporto.
Gli actroid interattivi possono comunicare con gli umani. Durante l'interazione gli occhi di actroid seguono la persona che gli parla. Il robot risponde vocalmente ed in modo congiunto variando l'espressione facciale e l'inflessione vocale.

## Modelli
Il modello originale Repliee Q1 ha una sorellina chiamata Repliee R1 modellata sulle sembianze di una bambina giapponese di 5 anni.
Modelli più avanzati sono stati presentati all'Expo 2005 ad Aichi. 
Il modello ReplieeQ1-expo detto anche Repliee Q2 è stato modellato sulle sembianze di una presentatrice della rete NHK. Per il volto del Repliee Q2 sono stati scannerizzati e poi combinati i volti di alcune donne giapponesi..
I nuovi modelli Actroid DER2 sono stati presentati al NextFest nel 2006. Durante la presentazione parlavano in inglese. Questo nuovo modello è dotato di maggiori caratteristiche e movimenti rispetto al suo predecessore.

## Caratteristiche tecniche
Modello Repliee Q1
- Occhi: 5 DOF
- Bocca: 1 DOF
- Collo: 3 DOF
- Braccia: 9 per braccio DOF
- Torso: 4 DOF

Modello Repliee Q2
- Occhi: 5 DOF
- Viso: 3 (1 per sopracciglia, 1 per palpebre, 1 per guance) DOF
- Bocca: 7 DOF
- Collo: 3 DOF
- Braccia: 9 per braccio DOF
- Dita: 2 per mano DOF
- Torso: 4 DOF

## Cronologia dei modelli Actroid
| Data           | Modelli |
| -------------- | --- |
| Novembre 2003  | Actroid è svelato all International Robot Exhibition.                                                                      |
| Gennaio 2004   | Il modello "Actroid ReplieeQ1" è sviluppato presso l'Università di Osaka.                                                  |
| Dicembre 2004  | Il modello "Actroid ReplieeQ1-expo" appare all'Expo 2005 di Aichi.                                                         |
| Marzo 2005     | Il modello "Actroid-expo" models shown at the 2005 Expo                                                                    |
| Giugno 2005    | Viene introdotto il modello "Actroid-DER" (acronimo di Dramatic Entertainment Robot). Viene proposto per il solo noleggio. |
| Giugno 2005    | Il team di sviluppo di Ishiguro sviluppa il modello "Actroid ReplieeQ2" presso l'Università di Osaka.                      |
| Luglio 2006    | Viene prodotto il modello Geminoid HI-1 su immagine di Hiroshi Ishiguro.                                                   |
| Ottobre 2006   | Viene presentato il modello "Actroid-DER2".                                                                                |
| Ottobre 2008   | Viene presentato il modello "Actroid-DER3".                                                                                |
| 2009           | Viene presentato il modello "Actroid Sara"                                                                                 |
| Primavera 2010 | I modelli Actroid saranno posti in vendita sul mercato ad un prezzo di $20,000.                                            |